# 正伝寺 (東京都港区)
正傳寺（しょうでんじ）は、東京都港区にある日蓮宗の寺院。

## 歴史
1602年（慶長7年）、尊重院日億によって開山された。
第7世住職の普明院日栄は摂津国島上郡梶原村（現・大阪府高槻市梶原）の昌林山一乘寺の住職も兼任していた。一乘寺には、伝教大師最澄作で久遠成院日親が開眼したという毘沙門天像が2体あった。このうちの1体を当寺に移して安置した。
この毘沙門天は評判を呼び、多くの参詣者が訪れた。特に初寅の日は大盛況であった。江戸時代は、まず最初に芝大神宮に詣で、次に当寺の門前で燧石を買う習わしがあったという。現在はそういう慣習はないが、1月・5月・9月の初寅の日には当寺で開帳と祈祷が執り行われる。
1923年（大正12年）の関東大震災後に東京府北多摩郡神代村大字金子（現・東京都調布市）に移転する計画があり、所轄官庁からも許可をもらっていたが、移転作業が思うように進まなかった。そして、そのまま戦争に突入、結局沙汰やみとなった。

## 交通アクセス
- 芝公園駅より徒歩8分。